# 國會頻道 (中華民國)
國會頻道是由中華電視公司在2017年2月3日開播的兩個數位電視頻道，國會頻道1台主要直播立法院交通、司法法制、社福衛環與教育文化等委員會會議，國會頻道2台則直播朝野黨團協商會議。兩個頻道標誌套用立法院梅花院徽。

## 沿革
2016年12月5日立法院三讀修正通過的《立法院組織法》規定，除秘密會議外，立法院應透過電視、網路等媒體通路，全程轉播立法院會議、各委員會會議及黨團協商實況；另外也規定，有關透過電視轉播事項，編列預算交由公共電視文化事業基金會辦理，不受《廣播電視法》「電波頻率不得租賃、借貸或轉讓」之限制。後決定交由同屬台灣公廣集團的華視負責。
2017年1月18日，國家通訊傳播委員會第732次委員會議通過華視新設國會頻道申請案。
2017年2月3日，華視綜合娛樂台停播，國會頻道1台與國會頻道2台無線電視平台開播；網路直播訊號提前在2月2日開播。
2020年2月，2019冠狀病毒病臺灣疫情期間，國會頻道1台與國會頻道2台於非直播時段（即會議重播時段）播放衛生福利部疾病管制署衛教廣告《防疫大作戰》，並於各節目進行中輔以插播式字幕跑馬燈宣導防疫措施，為國會頻道首次播放廣告。

## 外部連結
- 華視頻道變更&國會頻道在華視 客服Q&A（页面存档备份，存于）
- 國會頻道1台 - 華視節目表 （页面存档备份，存于）
- 國會頻道2台 - 華視節目表（页面存档备份，存于）
- 123 國會頻道1 - 中華電信 MOD 網站 （页面存档备份，存于）
- 124 國會頻道2 - 中華電信 MOD 網站 （页面存档备份，存于）
- YouTube上的國會頻道頻道